# Metsatöll
Metsatöll – estoński zespół reprezentujący styl folk metal, istniejący od 1999. Grupę pierwotnie tworzyli Markus (wokal, gitara), Andrus (gitara basowa) i Factor (bębny). Nazwa formacji oznacza eufemistyczne określenie wilka w języku estońskim (dosł. leśna bestia). Swoją twórczością (w tym wykorzystaniem tradycyjnych instrumentów) zespół nawiązuje do wojen niepodległościowych z XIII w. i XIV w.

## Muzycy

### Aktualny skład zespołu
- Raivo „KuriRaivo” Piirsalu – gitara basowa
- Markus „Rabapagan” Teeäär – wokal, gitara
- Lauri „Varulven” Õunapuu – instrumenty tradycyjne
- Tõnis Noevere – bębny

### Byli członkowie
- Silver „Factor” Rattasepp
- Andrus Tins
- Marko Atso

## Dyskografia[1]

### Albumy studyjne
- Hiiekoda (2004)
- Terast Mis Hangund Me Hinge 10218 (2005)
- Iivakivi (2008)
- Äio (2010)
- Ulg (2011)
- Karjajuht (2014)
- Katk Kutsariks (2019)

### Albumy koncertowe
- Curse Upon Iron (2007)

### Minialbumy
- Terast mis hangund me hinge (1999, demo)
- Sutekskäija (2006)
- Pummelung (2015)

### Single
- Hundi Loomine (2002)
- Ussisonad (2004)
- Veelind (2008)
- Kivine Maa (2011)
- Loome Mesti (2013)
- Torrede Kohtudes (2014)

### Kompilacje
- ...Suured Koerad, Väiksed Koerad... (2008)
- Vana Jutuvestja Laulud  (2016)

## Wideografia

### DVD
- Raua needmine (2006)
- Lahinguväljal Näeme, Raisk! (2006)
- Kõva Kont (2009)